# Günter Wiesner
Günter Wiesner – wschodnioniemiecki judoka.
Zdobył pięć medali na mistrzostwach Europy w latach 1964 - 1966. Mistrz NRD w 1961, 1965, 1966 i 1967; drugi w 1963 roku.